# سياسة حافة الهاوية

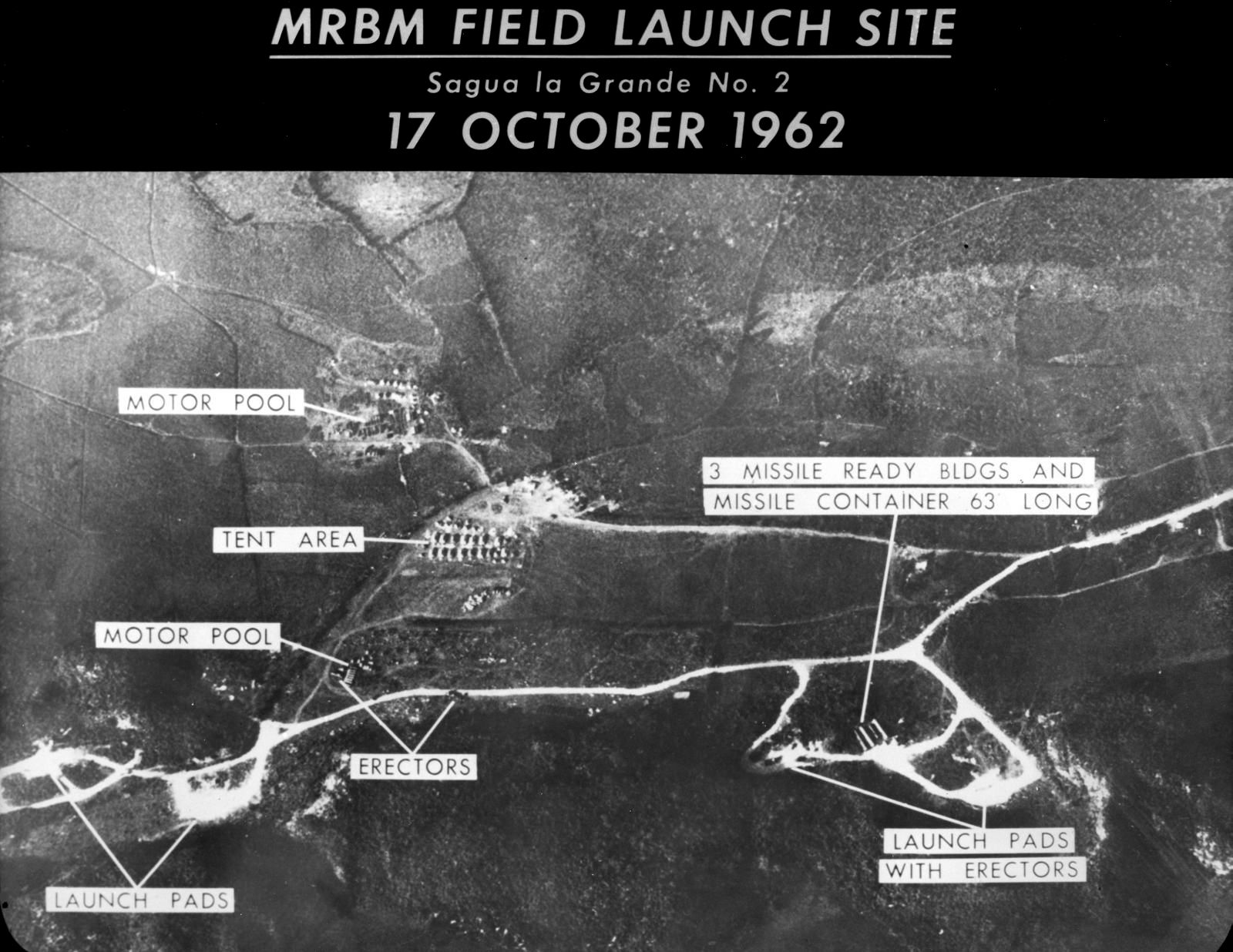

سياسة حافة الهاوية  هي سياسة يُقصد بها تحقيق مكاسب معيّنة عن طريق تصعيد أزمة دولية ما، ودفعها إلى حافة الحرب النووية، بصورة خاصة، مع إيهام الخصم أنك تأبى التنازل أو الرضوخ ولو أدّى بك ذلك إلى اجتياز هذه الحافة الخطرة. ويُعتبر وزير الخارجية الأمريكي جون فوستر دالاس، الذي كان أول من استخدم هذا المصطلح، مبتدع “سياسة الحافة” وممثِّلها الأول.